# Шкідливі звички
Шкідливі звички — ряд звичок, які є шкідливими для організму людини.

## Визначення
Кожна з цих звичок спричинює залежність людини від тієї чи іншої речовини, яку вона вживає, чи від певної дії. Поняття «шкідливі звички» складається з двох слів: шкідлива — щось, що завдає шкоди; звичка — те, що для людини стає звичним.
«Великий психологічний словник» поняття «звичка» трактує як автоматизовану дію, виконання якої в певних умовах стало потребою. «Словник психологічних термінів» — як схильність людини до відносно усталених, стандартних способів дій. У тлумачному словнику Д. Ушакова потребою є те, без задоволення чого неможливо обійтися, що й викликає залежність.
Залежність стає згубною, коли вона:
- обмежує можливості особистості в самореалізації;
- згубно впливає на стосунки між людьми;
- руйнує власний і сімейний бюджет;
- створює конфліктні ситуації особистості й суспільства;
- наявна тенденція до постійного збільшення дози наркотику;
- формується психологічна залежність.

Звичка — це сформований спосіб поведінки, здійснення якого в певній ситуації набуває характер потреби, викликає залежність. Залежність розділяється на психічну й фізичну. Існують добре зрозумілі і менш очевидні звички, що з часом призводять до проблем зі здоров'ям.
До таких звичок можна віднести зокрема:
- зволікання (звична чи навмисна затримка початку чи завершення завдання, незважаючи на негативні наслідки цього);
- надмірні витрати коштів (в тому числі ігроманія);
- надмірне обкусування нігтів (оніхофагія);
- надмірне витрачання часу на телевізор чи комп'ютер та інші гаджети.

Постійне смоктання великого пальця вважається поганою звичкою у дітей, оскільки це може вплинути на розвиток зубів. Серед тяжких за наслідками шкідливих звичок виділяють кілька найбільш шкідливих — це наркоманія, алкоголізм, токсикоманія та тютюнопаління.

## Етапи формування шкідливих звичок
Є три поступових етапи формування шкідливих звичок:
- Етап «перших спроб» — спроби вживання певних речовин ще не викликають психофізичної залежності. Спроби можна віднести до порушень поведінки. Мотивом вживання шкідливих речовин може виступати цікавість, або одиничне експериментування. На цьому етапі відсутня регулярність вживання.
- «Пошуковий» або «експериментальний» етап — людина вже знає смак і відчула дію певного ряду шкідливих речовин і обирає з них «найприємніші» для себе. На цьому етапі знижуються або зникають рефлекси протистояння. Тривалість другого етапу — від одного місяця до півроку. Цей етап виступає передумовою формування психофізичної залежності.
- Перехід звички у стан захворювання — відбувається психічна, фізична і соціальна деградація особистості. Поступово виникає тимчасовий стан, коли людина, вже несвідомо відчуває нетерпимий потяг до психоактивних речовин. Порушення психіки стають незворотними.

## Тютюнопаління
Через вживання нікотину, у людини-курця може виникнути захворювання на рак легені. Ймовірність захворіти на рак легень у курців становить близько 22 % протягом життя. У тих, хто курив і кинув, — 4 %; у тих, хто курить інколи, — 13 %; у тих, хто не курив ніколи, ризик появи онкозахворювання становить 0,3 %. Велике навантаження отримує і серце. Науковці підрахували, що курець у 10 разів більше хворіє на рак та на інфаркт міокарда, ніж люди, які не курять.

## Наркоманія
Через вживання наркотичних речовин, особливо ін'єкційне введення, людина має ризик захворіти на [[ВІЛ/СНІД]|ВІЛ-інфекцію]. Це поняття має три складові:
- Медична складова включає руйнівний вплив наркотичної речовини на організм людини.
- Соціальна складова включає наслідки поведінки наркозалежної людини, небезпечної для її оточення.
- Юридична складова — це кримінальна відповідальність за використання, вироблення, зберігання та збут наркотичних речовин, а також залучення до їх вживання.

## Алкоголізм
Алкогольні напої шкідливо впливають на мозок і печінку людини. Також від алкоголю страждають ожирінням, захворюваннями серця.
Лікарі в Україні відзначають, що алкоголізм подвоївся в Україні за останні роки і офіційна статистика визначає кількість хворих на алкоголізм — 700 тисяч. Неофіційно від алкоголізму страждає у двічі з половиною більше людей. 

## Токсикоманія
Токсикоманія як патологічний потяг до психоактивної токсичної речовини змінює психічний стан залежної людини. Психоактивна токсична речовина може мати ті ж властивості, що й наркотик, але соціальна небезпека її вживання дещо менша, і, відповідно, офіційно наркотиком вона не визнана. Наркоманія та токсикоманія з клінічних позицій досить схожі між собою.